# The Letter (película de 2019)
The Letter (en suajili, Barua) es una película documental de Kenia de 2019 dirigida por Maia Lekow y Chris King. Fue seleccionada como la entrada de Kenia a la Mejor Película Internacional en la 93.ª edición de los Premios Óscar, pero no fue nominada.

## Sinopsis
Un joven visita el pueblo de su abuela y descubre que ha sido acusada de brujería.